# Кукурба, Александр Васильевич
Александр Васильевич Кукурба (укр. Олександр Васильович Кукурба; 1994, Верхний Вербиж, Ивано-Франковская область — 26 июля 2022, Синельниковский район, Днепропетровская область) — майор ВВС Украины, начальник разведки штаба 299-й бригады тактической авиации, участник боевых действий на Украине в 2022 году. Пилот самолёта Су-25. Герой Украины (2022).

## Биография
Родился 18 сентября 1994 года в селе Верхний Вербиж Коломыйского района Ивано-Франковской области Украины. Учился в Нижневербижской общеобразовательной школе I—III степени (село Нижний Вербиж Коломыйского района). После окончания школы поступил в Киевский военный лицей имени Ивана Богуна, позже завершил своё обучение в Харьковском национальном университете Воздушных Сил имени Ивана Кожедуба.
Военную службу проходил в должности начальника разведки штаба 299-й бригады тактической авиации Украины. Летал на самолёте Су-25.
Согласно сообщению офиса президента Украины, во время вторжения России на Украину совершил 100 боевых вылетов, уничтожил более 20 танков, около 50 единиц бронетехники и свыше 300 человек живой силы противника.
Погиб в бою 26 июля 2022 года в Днепропетровской области.
29 июля 2022 года похоронен в родном селе Верхний Вербиж.

## Награды
- Герой Украины (14 апреля 2022) — за личное мужество и самоотверженные действия, проявленные в защите государственного суверенитета и территориальной целостности Украины[9][10]
- Орден Богдана Хмельницкого I ст. (посмертно) (29 июля 2022) — за личное мужество и самоотверженные действия, проявленные в защите государственного суверенитета и территориальной целостности Украины, верность военной присяге[11].
- Орден Богдана Хмельницкого II степени (6 июля 2022) — за личное мужество и самоотверженные действия, проявленные в защите государственного суверенитета и территориальной целостности Украины, верность военной присяге[12]
- Орден Богдана Хмельницкого III степени (22 марта 2022) — за личное мужество и самоотверженные действия, проявленные в защите государственного суверенитета и территориальной целостности Украины, верность военной присяге[13]

## Увековечивание памяти
- 1 ноября 2022 года в Нижневербжском лицее, в Коломыйском районе Ивано-Франковской области, открыли мемориальную доску бывшему ученику[14]. 23 декабря 2022 года школе было дано название «Нижневербийский лицей имени Героя Украины Александра Кукурбы»[15]
- 16 ноября 2022 года в городе Днепре появилась улица «имени лётчика-героя Александра Кукурбы»[16]
- 9 августа 2023 года в селе Андроновка в Днепропетровской области открыли памятник на месте гибели летчика, Героя Украины Александра Кукурбы[17].